# Перепончатая камнелюбка
Перепончатая камнелюбка (лат. Petropedetes palmipes) — вид бесхвостых земноводных семейства Petropedetidae. Обитает на юго-западе Камеруна, в Экваториальной Гвинее и на западе Габона.

## Описание
Длина тела взрослых самцов составляет 40—58 мм, а взрослых самок — 38—55 мм от кончика морды до анального отверстия. Тело крепкое и коренастое. Морда маленькая, как и барабанная перепонка. На пальцах передних конечностей нет перепонок, а на задних они хорошо развиты. Спина тёмно-зелёная и черная с небольшими светлыми пятнами. Взрослые особи бывают и глянцево-чёрными, из-за чего их бывает довольно трудно разглядеть среди камней. Горло беловатое или темно-мраморное.
Головастики имеют плоское тело с большими глазами и длинным заостренным хвостом. Они серые, однако снизу просвечиваются внутренние органы. Длина наиболее крупных головастиков может составлять 35 мм.

## Среда обитания и охранный статус
Перепончатая камнелюбка встречается в лесных ручьях, на высоте до 469 м над уровнем моря. Яйца откладываются на камнях вне воды.
Перепончатая камнелюбка — очень редкий вид. Ей угрожает потеря среды обитания, вызванная вырубкой лесов. Встречается в национальном парке Монте-Ален в Экваториальной Гвинее и в национальном парке Хрустальные горы в Габоне.